# Бо-Бови, Самюэль
Самюэль Бо-Бови (фр. Samuel Baud-Bovy; 27 ноября 1906, Женева — 2 ноября 1986, Женева) — швейцарский филолог, переводчик, дирижёр и музыковед. Сын искусствоведа Даниэля Бо-Бови, внук художника Огюста Бо-Бови.
Изучал классическую филологию в Женеве, одновременно учился игре на скрипке и фортепиано. Затем в 1926—1927 гг. занимался музыковедением в Вене под руководством Гвидо Адлера, в 1928—1929 гг. в Париже учился композиции у Поля Дюка и истории музыки у Андре Пирро, одновременно занимаясь новогреческим языком у Юбера Перно. В разное время изучал также дирижирование у Феликса Вайнгартнера и Германа Шерхена.
В 1929—1931 гг. работал в Греции, изучая византийскую музыку и собирая музыкальный фольклор Додеканесских островов; позднее опубликовал монографию «Греческая народная песня на Додеканесе» (фр. La chanson populaire grecque du Dodécanèse; Париж, 1936) — эта работа наряду с рядом последующих публикаций Бо-Бови не утратили своего научного значения. Вернувшись в Швейцарию, в 1931—1958 гг. преподавал новогреческую литературу в Женевском университете, с 1942 г. профессор. В 1930—1940-х гг. был среди первых западных переводчиков Йоргоса Сефериса и Одисеаса Элитиса, также переводил на французский язык Костиса Паламаса, Ангелоса Сикелианоса и других крупнейших греческих поэтов, выступал со статьями о них. Выпустил антологии «Молодая греческая поэзия» (фр. La jeune poésie grecque; Лозанна, 1940) и «Поэзия современной Греции» (фр. Poésie de la Grèce moderne; Лозанна, 1946).
Одновременно с 1933 г. преподавал в Женевской консерватории оркестровку, а с 1942 г. дирижирование; среди его учеников, в частности, Шарль Дютуа. В 1957—1970 гг. директор консерватории. В 1955—1960 гг. председатель Ассоциации швейцарских музыкантов.
Выступал как дирижёр, главным образом, с Оркестром романской Швейцарии, а также с хором Общества духовного пения (фр. Société de Chant Sacré), во главе которого он стоял в 1938—1977 гг.; с этим хором исполнил, в частности, мировую премьеру оратории Франка Мартена «Голгофа» (1950). Как оперный дирижёр в 1952 году поставил «Похождения повесы» Игоря Стравинского в присутствии автора — вторая постановка после венецианской премьеры годом ранее. В 1959 г. дирижировал оперой В. А. Моцарта «Так поступают все», поставленной к 20-летию Женевского международного конкурса исполнителей с лауреатами конкурса в главных партиях.
Серию исследований Бо-Бови посвятил Жан-Жаку Руссо; уже после смерти автора они были собраны в книгу «Жан-Жак Руссо и музыка» (фр. Jean-Jacques Rousseau et la musique; 1988).
В 1934 году Бо-Бови женился на Ливии Ангст (1912—1984), дочери скульптора Карла Ангста. С Ливией у них было двое детей — Мануэль и Франсуаза. Как и все лауреаты Премии города Женевы, похоронен на Кладбище королей.